# 御器所八幡宮
御器所八幡宮（ごきそはちまんぐう）は愛知県名古屋市昭和区御器所四丁目に鎮座する神社（八幡宮）。
尾張国愛知郡の式内社「物部神社」は東区筒井の物部神社に比定されているが、本来は当社であるという説がある。

## 歴史
室町期の棟札が残っており、中世には八所大明神と呼ばれていたらしい。熱田神宮の鬼門を鎮護するため仁明天皇勅願社として鎮座されたとの言い伝えがある。創建年代は不詳だが、明治の神仏分離まで神宮寺であった医王山神宮寺が850年（嘉祥3年）創建と伝わっており、当社も9世紀以前に創建された可能性がある。かつては北西の八幡山古墳頭頂部に当社の奥宮があり、様々な神事が行われていたという。
1441年（嘉吉元年）に佐久間美作守家勝らによって八所大明神が修造された際の棟札が残る。佐久間氏は御器所西城（現・尾陽神社）を築いて周辺を治めており、以降も佐久間氏による営繕の記録がある。また、徳川家康が関ヶ原の戦いの直後に神護に感謝して寄進をする旨を記して送った棟札も残されているという。1659年（万治2年）に御器所八幡宮に名を改める。江戸時代にはさらに広大な寺院境内と深い杜があり、街道筋の目印となっていたという。明治に入り廃仏毀釈により完全に分離され、現在は1,300坪余（約4,300平方メートル）の境内を持つ神社となっている。
江戸期の郷土史家である津田正生は、当社が『延喜式神名帳』にみえる愛知郡「物部神社」であるという説を唱えている。御器所周辺には古墳や廃寺が複数あることや『倭名類聚抄』の郷の記載順を根拠に愛知郡物部郷を御器所周辺に比定する説が有力視されている。

## 祭神
- 八幡大神（品陀和気命）
- 五男三女神
- 天児屋根命
- 弥都波能売命
- 菊理姫命
- 八剱大神
- 天照大御神
- 木花開耶媛命
- 高蔵大神
- 山王大神

菊理姫命までは後述の文献に記されていた祭神、八剱大神以下は神社の由緒書に合わせて記されていた祭神である。

## 境内社
- 御器所天満宮
  - もとは天神町から紅梅町にあった天神社を合祀したもの。旧地は「天神の森」「天神山」などと呼ばれていたという。菅原道真を祀るとするが、津田正生は古社である可能性を指摘している。
- 稲荷社
- 白龍社

## アクセス

### 自家用車
- 名古屋市道堀田高岳線 白金一丁目交差点を東進、約600m（駐車場4台）

### 公共交通機関
- 名古屋市営地下鉄鶴舞線 荒畑駅から荒畑交差点を南西へ約700m
- 名古屋市営バス「東郊通3丁目」バス停から東へ約600m（金山26号系統、昭和巡回系統）